# آرثر جونستون (ملحن)
آرثر جونستون (بالإنجليزية: Arthur Johnston)‏ هو ملحن وعازف بيانو وكاتب أغاني أمريكي، ولد في 10 يناير 1898 في نيويورك في الولايات المتحدة، وتوفي في 1 مايو 1954 في كورونا ديل مار ‏ في الولايات المتحدة.

## وصلات خارجية
- آرثر جونستون على موقع IMDb (الإنجليزية)
- آرثر جونستون على موقع ميوزك برينز (الإنجليزية)
- آرثر جونستون على موقع قاعدة بيانات برودواي على الإنترنت (الإنجليزية)
- آرثر جونستون على موقع أول ميوزيك (الإنجليزية)
- آرثر جونستون على موقع ديسكوغز (الإنجليزية)
- آرثر جونستون على موقع قاعدة بيانات الفيلم (الإنجليزية)